# Panda vermell
Els pandes vermells (Ailurus) són un gènere de carnívors de la família dels ailúrids. Durant molt de temps fou considerat monotípic, però un estudi publicat el 2020 revelà que el panda vermell de Styan (A. styani), fins aleshores considerat una subespècie del panda vermell comú (A. fulgens), era una espècie a part. Segons els investigadors, les dues espècies haurien divergit fa uns 200.000 anys i haurien patit diverses caigudes de la població des d'aleshores, de les quals A. styani s'hauria recuperat millor.